# 1943年广东饥荒
广东大饥荒，又称广东抗日饥荒，发生在1943年的广东省。当时广东发生了大旱，日军搜劫粮食，造成广东大饥荒。事发时广东有97县，报旱灾的达80余县、其中潮汕地區和五邑地區的死亡人数是最严重。有300万人死于广东大饥荒，包括潮汕则有50多万人死亡、台山有15万人死亡。

## 饥荒的来源

### 旱灾
从1942年冬到翌年5月中旬，广东全省大部分地区甚少降雨，如珠江三角洲和潮汕地区，从当年冬至(12月22日)到翌年春分(3月21日)没有下过雨，春分后下了一场小雨(广州仅录得70毫米的雨量，正常年在春分前后为1500毫米左右)，此后直至立夏，又是滴雨未降。因此，珠江三角洲、潮汕、东江、粤中、粤西地区均出现严重春旱，正待成熟的水稻大部分枯死，大量农田因为缺水而无法种植，许多江河(如增江、宁江等)出现断流。上年涝灾歉收，紧接着出现大旱，导致广东大部分地区连续三造失收，粮食骤然紧张，全省粮价飞涨。

### 日本封锁
广东抗战前依靠大量侨汇和发达的商业，广东每年都要从外省及海外进口千万石米粮接济。但自从日军占领香港、东南亚和广东沿海各地以来，外来米源已然断绝。生活在东南亚的几十万华侨，在日军的驱逐和迫害下纷纷返回广东家乡，尤其是侨胞最多的潮汕地区，人口激增，粮食供应愈加紧张。

## 饥荒的过程
潮汕饥荒死亡最多的惠来县有12万人死亡，饶平县有超过8万人死亡。
广府以顺德为最惨，全县人口约六十万，除逃出二成外，生存者已不及半数。
1943年12月3日，立法院政务视察团第3分团吴尚鹰视察广东后，在桂林一个招待会上说：“今年广东灾害严重，台山县饿死灾民20余万人”“又闻汕头日饿死近百人，甚至有人吃人者。”

## 逃荒难民

### 潮汕难民
从1941年起，数以万计的潮汕难民被迫离乡，涌向闽西和赣南等地，俗称“走日本”。研究者统计发现，超过30万人加入了逃难大军，逃往江西的潮汕民众有10多万人，逃入闽西的有10万-20万人，其中大部分是被父母或卖或送的孩童。
由于1943年广东饥荒的期间，卖妻、卖子女已成为普遍现象。几乎每个上杭县的村庄都有潮汕孩童居住因被领养。兴宁、梅县一带地主争买灾民年轻女子为妾或作婢女，纳妾二三人的是少的。揭西有2.2万名少女婴儿被卖掉。

### 四邑难民
四邑逃荒的灾民大多背一包衣服，随走随卖，卖完了衣服就卖儿女，儿女卖不出去就弃置路旁，任其饿死，男的继续逃荒，女的卖身求活。 饥荒还造成各地人口贩卖活动猖獗，当时的台山公益、白沙、斗山、都斛、广海、端芬到处是被骗被迫卖身的妇女,四邑的人口贩子竟将妇女分等论价。

### 其他难民
中山县小榄镇1943年原有居民九万人，1949年后土改时，仅剩下三万人口，绝大部分是1943年灾荒中饿死或逃亡了。
兴宁城已有难民四万人，一月来逃往江西各边境者，已有十万以上。在昔日的梅江，有电轮行驶其间，现在河底已变色，一片粉白的沙滩，只有汩流出的如自来水管流着的水。饿到垂死的灾民，往往匍匐水流之处，以求饮此河水，苟延残喘，死后尸身竟齁在水流边，因此影响各地饮水，也发生问题。

## 后果
1943年的广东饥荒导致300万人饿死。1933年广东全省田亩调查统计为3225.36万亩，1937年增为3999万亩，1945年为4137.2万亩，1946年为4430万亩。广东省人口1934年为3242.76万人，1943年下降至3178.67万人。1949年平均人均耕地面积只有1.5亩。

## 人食人
人吃人在当时已成为公开的秘密，珠海市场上肉包不止一次的发现小孩的指甲，地方官吏乃竟视若无睹。《斗门县志》“大事记”里记载，1943年大灾期间，“乾务一鳏寡老人名叫‘遵教孜’，搜抱外来饥民的小孩杀后煮熟当狗肉卖，出现人吃人事件。
人吃人的现象也发生在台山、广州、新会等地，均有杀害小孩当做“果子狸肉”、“香肉”、“牛腩”等出售的记载。梅县有贩卖人肉的流氓被枪决。